# Sol Nascente
Sol Nascente là một bộ phim truyền hình thuộc thể loại telenovela của Brasil được tạo ra bởi Walther Negrão, Suzana Pires và Júlio Fischer. Bộ phim được trình chiếu trên TV Globo từ ngày 29 tháng 8 năm 2016 đến ngày 21 tháng 3 năm 2017. Phim có sự tham gia của dàn diễn viên Giovanna Antonelli, Bruno Gagliasso, Rafael Cardoso, Laura Cardoso, Luís Melo, Francisco Cuoco, Aracy Balabanian và Marcello Novaes.

## Diễn viên
- Giovanna Antonelli vai Alice Tanaka[2]
- Bruno Gagliasso vai Mario de Angeli[3]
- Letícia Spiller vai Lenita[4]
- Marcello Novaes vai Vittorio[5]
- Henri Castelli vai Ralf[6]
- Rafael Cardoso vai César[7]
- Aracy Balabanian vai Geppina[8]
- Francisco Cuoco vai Gaetano[8]
- Luís Melo vai Kazuo Tanaka[9]
- Cláudia Ohana vai Loretta[10]
- Laura Cardoso vai Sinhá[11]
- Marcelo Faria vai Felipe[11]
- Giovanna Lancellotti vai Milena[12]
- Marcello Melo Jr vai Tiago[13]
- Juliana Alves vai Dora[14]
- Cinara Leal vai Vanda[15]
- Pablo Morais vai Nuno[16]
- Val Perré vai Quirino[11]
- Tatiana Tibúrcio vai Chica[15]
- Érika Januza vai Júlia[15]
- João Cortes vai Peppino[17]
- Emílio Orciollo Netto vai Damasceno[18]
- Luma Costa vai Elisa[19]
- Miwa Yanagizawa vai Mieko[20]
- Jacqueline Sato vai Yumi[21]
- Carol Nakamura vai Hiromi[22]
- Paulo Chun vai Hideo[20]
- Renata Dominguez vai Sirlene
- Márcio Kieling vai Bernardo[23]
- Jean Pierre Noher vai Patrick
- Sylvia Bandeira vai Ana Clara
- Maria Joana vai Carol
- Flávia Guedes vai Kika
- Ana Lima vai Paula[24]
- Caroline Verban vai Ciça
- Roberta Piragibe vai Nanda
- Rick Garcia vai Pescoço
- Felipe Mago vai Wagner
- Lucas Sapucahy vai Cauã
- Pâmela Tomé[25] vai Paty